# Huracán Elsa
El huracán Elsa fue el primer huracán en el Mar Caribe y la quinta tormenta con nombre en formación más temprana registrada en el Océano Atlántico, superando a Edouard del año anterior. Elsa, el primer huracán de la temporada de huracanes del Atlántico de 2021, fue monitoreada por primera vez por el Centro Nacional de Huracanes (NHC) como una onda tropical el 29 de junio, y fue designada como Potencial Ciclón Tropical Cinco al día siguiente, mientras lo dejaba ir hacia el oeste a través del Atlántico. Después de mostrar signos de una circulación de bajo nivel mejor definida, el ciclón se convirtió en una depresión tropical a principios del 1 de julio, y luego se convirtió en la tormenta tropical Elsa unas horas más tarde. Después de experimentar una rápida intensificación, a la mañana siguiente del 2 de julio, Elsa fue ascendido a un huracán de categoría 1, antes de alcanzar su punto máximo más tarde ese día con vientos sostenidos máximos de 1 minuto de 140 km/h (85 mph) y una presión central mínima de 991 mbar. Esto convirtió a Elsa en el huracán de julio más fuerte registrado en el este del Mar Caribe desde el Huracán Emily en 2005 y el ciclón tropical atlántico de más rápido movimiento registrado experimentando una rápida intensificación en esa parte del Atlántico. El 3 de julio, Elsa se debilitó de nuevo a una tormenta tropical antes de desacelerarse el 4 de julio, cuando pasó al norte de Jamaica. El 5 de julio, Elsa tocó tierra en Cuba, antes de emerger al Golfo de México temprano al día siguiente. Luego fue paralela a la costa oeste de Florida, convirtiéndose brevemente en un huracán mínimo nuevamente cuando pasó al oeste de Tampa, a principios del 7 de julio. Elsa luego se debilitó de nuevo a una tormenta tropical, antes de tocar tierra más tarde ese día, con vientos de 100 km/h (65 mph) en el condado de Taylor, cerca de la comunidad de Steinhatchee, en Florida. Posteriormente, Elsa comenzó a acelerar hacia el noreste mientras se fortalecía, debido al forzamiento baroclínico, antes de volverse extratropical el 9 de julio mientras se movía por Nueva Inglaterra.
Cuando Elsa pasó a toda velocidad por el resto de Las Antillas, causó grandes daños a las islas. En Barbados, la tormenta derribó árboles, dañó techos, provocó cortes de energía generalizados y provocó inundaciones repentinas. Elsa provocó muchas alertas y advertencias para Florida y el resto de la costa este a medida que avanzaba hacia la península del estado. En la noche del Día de la Independencia, el presidente de los Estados Unidos, Joe Biden, aprobó una declaración de emergencia y asistencia de FEMA para Florida. Elsa mató al menos a cuatro personas: tres en el Caribe y una en los Estados Unidos. La tormenta causó daños generalizados en todos los estados, especialmente en el noreste. El Atlántico canadiense experimentó muchos cortes y grandes cantidades de lluvia de una Elsa postropical. La tormenta ha causado más de $ 1.2 millones en daños en el Caribe y los Estados Unidos. Muchos trabajadores se pusieron en espera para las secuelas inmediatas de Elsa, principalmente para atender cortes de energía y otros peligros.
Tras su nombramiento, Elsa recibió una atención generalizada en las redes sociales, debido a que la tormenta compartió su nombre con la reina Elsa de la franquicia Frozen de Disney.

## Historia meteorológica

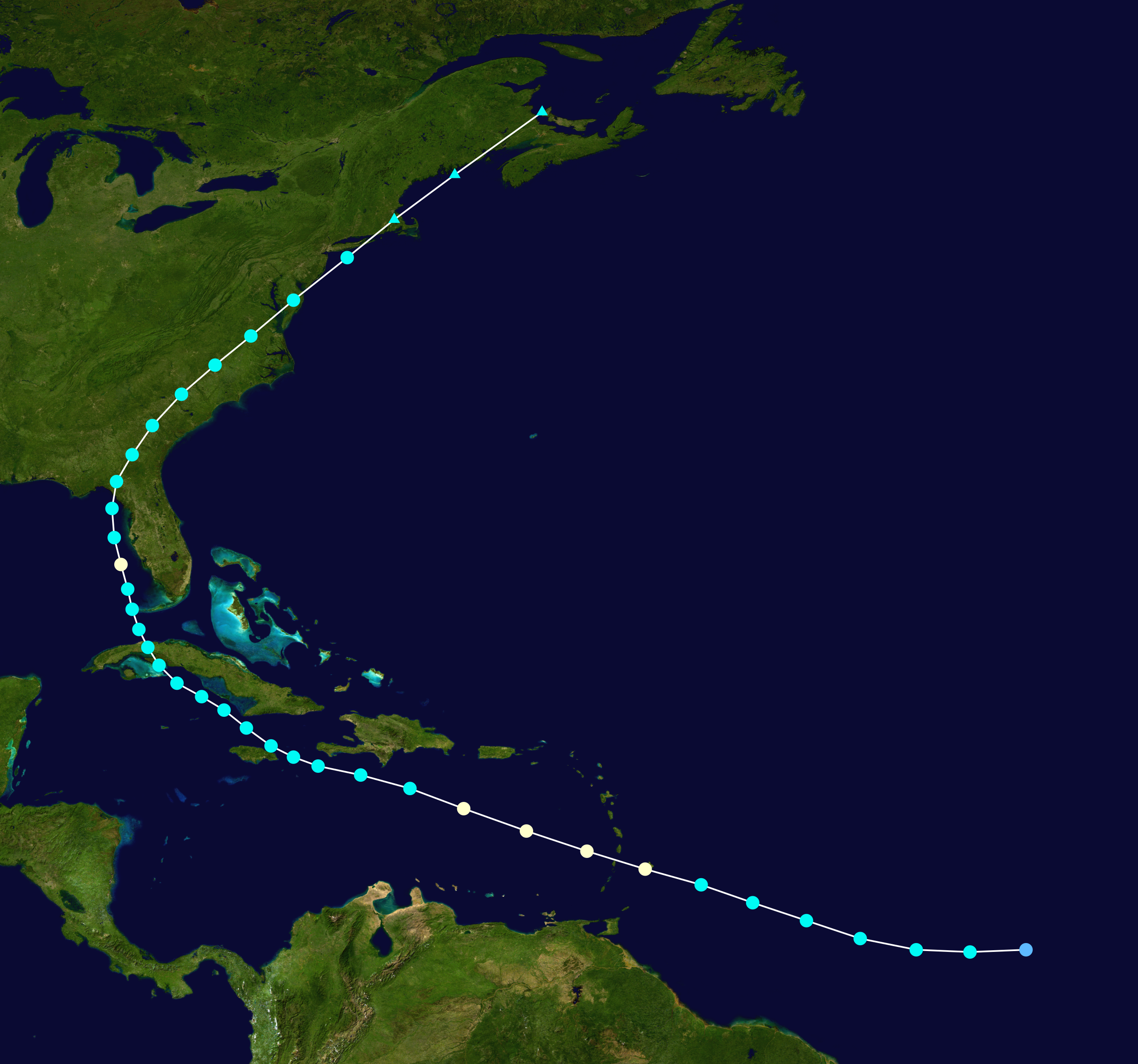
Mapa que traza la trayectoria y la intensidad del huracán, siguiendo la escala Saffir-Simpson

A las 12:00 UTC del 29 de junio, el Centro Nacional de Huracanes (NHC) notó por primera vez una onda tropical y la convección asociada ubicada aproximadamente a 800 millas (1290 km) al suroeste de las islas de Cabo Verde. La perturbación comenzó a mostrar gradualmente signos de organización durante las próximas horas dentro de un ambiente favorable, y para las 21:00 UTC del día siguiente, fue designado como Potencial Ciclón Tropical Cinco, mientras se encontraba a unas 1195 millas (1920 km). al este de las Islas de Barlovento. Esta mejora se debió a la proximidad a las Antillas Menores en consideración con el rápido avance del ciclón, lo que coloca a las islas en amenaza de impacto en las próximas 48 horas. Sin embargo, el ciclón no se convirtió en un ciclón tropical, ya que solo se organizó la convección mientras que la circulación estaba mal definida y alargada.  Alrededor de las 03:00 UTC del 1 de julio, el ciclón se convirtió en la Depresión tropical Cinco después de que la circulación de bajo nivel se definiera mejor, mientras se encontraba a unas 1020 millas (1645 km) al este-sureste de las Islas de Barlovento. La depresión también desarrolló características de bandas sustanciales al oeste del centro de circulación. Solo seis horas después, la depresión se intensificó hasta convertirse en una tormenta tropical, y se le dio el nombre de Elsa, mientras que aproximadamente a 865 millas (1390 km) al este-sureste de las Islas de Barlovento. Esto convirtió a Elsa en la quinta tormenta atlántica más antigua registrada en la historia, superando a la tormenta tropical Edouard de 2020. Elsa también se convirtió en una tormenta tropical más al este en la Región de Desarrollo Principal (MDR) que cualquier otro ciclón tropical tan temprano en el año calendario registrado, solo detrás del huracán de Trinidad de 1933.
Elsa se organizó mejor, formando bandas mejor definidas en las partes occidental y suroeste de la tormenta. Se produjo un flujo de salida bien definido en el nivel superior en el lado occidental del ciclón, aunque el flujo de salida estaba mal definido en la mitad este. Dirigido por una fuerte cresta subtropical hacia el norte, el sistema se movió rápidamente hacia el oeste a velocidades de alrededor de 25 mph (40 km/h). Durante el mismo período de tiempo, Elsa experimentó una intensificación explosiva. A las 10:45 UTC del 2 de julio, según las observaciones de superficie de Barbados, que informaron un viento sostenido de 74 mph (119 km/h) y una ráfaga de 86 mph (138 km/h), Elsa fue ascendida a un huracán de Categoría 1 mientras se encontraba al sur de la isla. Esto convirtió a Elsa en el huracán más oriental registrado en la MDR el 2 de julio, al sur de 23,5° N, desde 1933. Alrededor de ese tiempo, Elsa se movía a una velocidad de avance de 29 mph (47 km/h), lo que lo convierte en el ciclón tropical atlántico de más rápido movimiento que experimenta una rápida intensificación en los trópicos profundos o el Golfo de México, y también la primera tormenta en sufrir rápida intensificación en esa parte del Atlántico a principios de temporada desde otra tormenta en 1908. A las 15:00 UTC del 3 de julio, Elsa se debilitó de nuevo a tormenta tropical debido a la cizalladura del viento del noreste, que se debió en parte al rápido avance de la tormenta, con vientos sostenidos que cayeron a 110 km/h (70 mph). Posteriormente, el movimiento hacia adelante de Elsa se redujo significativamente a 14 mph (22 km/h) al día siguiente, ya que el centro de la tormenta se trasladó al este debajo de la región con la convección más fuerte, mientras pasaba justo al norte de Jamaica. Un vuelo de Hurricane Hunter reveló que la presión en la superficie de la tormenta era inusualmente alta para su intensidad, pero la tormenta aún se veía bastante impresionante en las imágenes de satélite. Temprano el 5 de julio, Elsa experimentó otro estallido convectivo durante la noche y comenzó a fortalecerse. A las 18:00 UTC del 5 de julio, Elsa tocó tierra en la Ciénaga de Zapata, Matanzas Cuba, y los vientos sostenidos de la tormenta se debilitaron levemente de 95 km/h (60 mph) a 85 km/h (50 mph). Varias horas después, a las 02:00 UTC del 6 de julio, Elsa emergió al Golfo de México y comenzó a fortalecerse, con vientos sostenidos que aumentaron a 95 km/h (60 mph). A las 00:00 UTC del 7 de julio, Elsa se fortaleció hasta convertirse en un huracán de categoría 1, con vientos sostenidos de 120 km/h (75 mph) y una presión central de 996 mbar, con el radar meteorológico Doppler en la Bahía de Tampa indicando vientos máximos sostenidos cercanos a 120 km/h (75 mph). Sin embargo, varias horas más tarde, Elsa se debilitó de nuevo en una tormenta tropical, debido a la cizalladura del viento y un arrastre de aire seco, lo que provocó que la convección asociada con el centro de Elsa se disipara brevemente. A las 15:00 UTC (8:00 a. m. EDT) el 8 de julio, aviones de Hurricane Hunters revelaron que la tormenta estaba tocando tierra en el condado de Taylor, Florida. Después de tocar tierra, Elsa giró hacia el noreste y gradualmente comenzó a debilitarse, aunque la tormenta continuó manteniendo la intensidad de tormenta tropical. Sin embargo, la mayor parte de su convección estaba en una banda en el semicírculo oriental. Después, Elsa comenzó a acelerar gradualmente hacia el noreste mientras se intensificaba, debido al forzamiento baroclínico. Elsa tocó tierra a lo largo de la costa de Long Island alrededor de las 14:30 UTC del 9 de julio y, de nuevo, un par de horas después, en el sur de Rhode Island, antes de ser declarado ciclón postropical a las 18:00 UTC de ese día. A las 21:00 UTC, el NHC emitió su aviso final sobre la tormenta, que en ese momento estaba ubicada a unas 65 millas (100 km) al sureste de Portland, Maine. Durante los siguientes días, el remanente extratropical de Elsa se aceleró hacia el noreste, y la tormenta tocó tierra en Nuevo Brunswick y Terranova alrededor de las 03:00 UTC y las 15:00 UTC del 10 de julio, respectivamente antes de emerger al Mar de Labrador poco después. Luego, Elsa se curvó hacia el noroeste, hacia Groenlandia, antes de completar un pequeño bucle en sentido antihorario al este de Groenlandia del 12 al 13 de julio, antes de girar hacia el este hacia Islandia, más tarde el 13 de julio. El remanente de Elsa se debilitó rápidamente después, antes siendo absorbido por otra tormenta extratropical que se aproximaba hacia el sur, mientras se encontraba justo al oeste de Islandia.

## Preparaciones

El huracán Elsa a su paso por Barbados (02/07/2021)

### Antillas Menores
Tras la designación como Potencial ciclón tropical Cinco a las 21:00 UTC del 30 de junio, se emitieron alertas de tormenta tropical para las islas de Barbados, Martinica, Santa Lucía y San Vicente y las Granadinas. Poco después, el Gobierno de Francia también emitió una Vigilancia de Tormenta Tropical para el territorio de Guadalupe. Posteriormente, se actualizaron a alertas de tormenta tropical en Barbados, Martinica y Santa Lucía a principios del 1 de julio. El 2 de julio de 2021, San Eustaquio también emitió una advertencia de huracán.
En Barbados, se publicaron avisos de inundaciones marinas y repentinas en la isla hasta el 30 de junio, además de los avisos y avisos de ciclones tropicales del servicio meteorológico del país. También se esperaba una precipitación total de 6 a 8 pulgadas (15 a 20 cm) dentro del paso de Elsa en el país, según el Servicio Meteorológico de Barbados. El ministro Wilfred Abrahams instó a los residentes a refugiarse en el lugar a menos que sus casas sufrieran daños, esto fue repetido por el Departamento de Manejo de Emergencias Kerry Hinds. El DEM también recomendó a los residentes que se preparen para el huracán y que solo utilicen refugios de emergencia como último recurso. El Port Saint Charles se abrió para que atracaran grandes barcos pesqueros de más de 25 pies (7,62 m) durante Elsa. El país isleño también se encontraba encerrado mientras la gente se apresuraba a proteger sus hogares y comprar alimentos antes del huracán, mientras que 54 personas nativas en el área fueron trasladadas a refugios de evacuación para capear la tormenta.  Se anunció que los exámenes CSEC y CAPE se pospondrían el 2 de julio mientras una instalación de cuarentena se trasladó a un lugar seguro, ya que estaba cerca de la costa. Todas las estaciones de bombeo de la isla de Barbados fueron cerradas como medida de precaución.
Elsa amenazó a las Islas de Barlovento durante la erupción de La Soufrière en San Vicente y las Granadinas en 2021, y se pidió a los intereses de la región que supervisaran las actualizaciones oficiales. También se esperaban inundaciones repentinas, deslizamientos de tierra y lahares en la isla y, como resultado, se ordenó a las personas cercanas a estas áreas propensas a evacuar de inmediato. Se pronosticaron de 3 a 6 pulgadas de lluvia para el país para el 2 de julio, mientras que se esperaban 2 pulgadas para el día siguiente.  La Organización Nacional para el Manejo de Emergencias del área también advirtió al público que no se aventurara afuera ya que las condiciones serían peligrosas debido a Elsa. Las empresas, escuelas y otros servicios públicos recibieron instrucciones de cerrar temporalmente debido al huracán, excepto a los trabajadores esenciales como la policía, los servicios de salud y otros que deben permanecer alerta en sus departamentos. Los servicios de ferry entre la isla de San Vicente y las Islas Granadinas se suspendieron a partir del 1 de julio, mientras que 94 refugios en la primera fueron preparados para aquellos que necesitan evacuar debido a Elsa. El Aeropuerto Internacional de Argyle también se cerró a partir de ese día mientras se publicaron avisos marinos en la isla hasta el 4 de julio para pequeñas embarcaciones de pesca. Martinica también fue puesta en alerta amarilla, en sincronía con otra onda tropical por delante de Elsa.
En Santa Lucía, se declaró un cierre nacional para el 2 de julio, y se aconsejó a los residentes que permanecieran en el interior hasta que se diese el visto bueno. El Aeropuerto George F. L. Charles y el Aeropuerto internacional de Hewanorra cesaron sus operaciones ese mismo día. Los bancos de Santa Lucía se cerraron de conformidad con el cierre nacional, pero la banca móvil y en línea, los cajeros automáticos y los servicios de depósito nocturno siguieron estando disponibles para su uso. Las oficinas meteorológicas locales instaron a las pequeñas embarcaciones a permanecer en el puerto durante el huracán y a las que se encontraran en áreas propensas a inundaciones y deslizamientos de tierra a tomar precauciones. Dos eventos del consejo de exámenes en los que los estudiantes podían participar tuvieron que ser cancelados debido al huracán. Una campaña de vacunación contra COVID-19 también se pospuso debido a la tormenta..

### Antillas Mayores

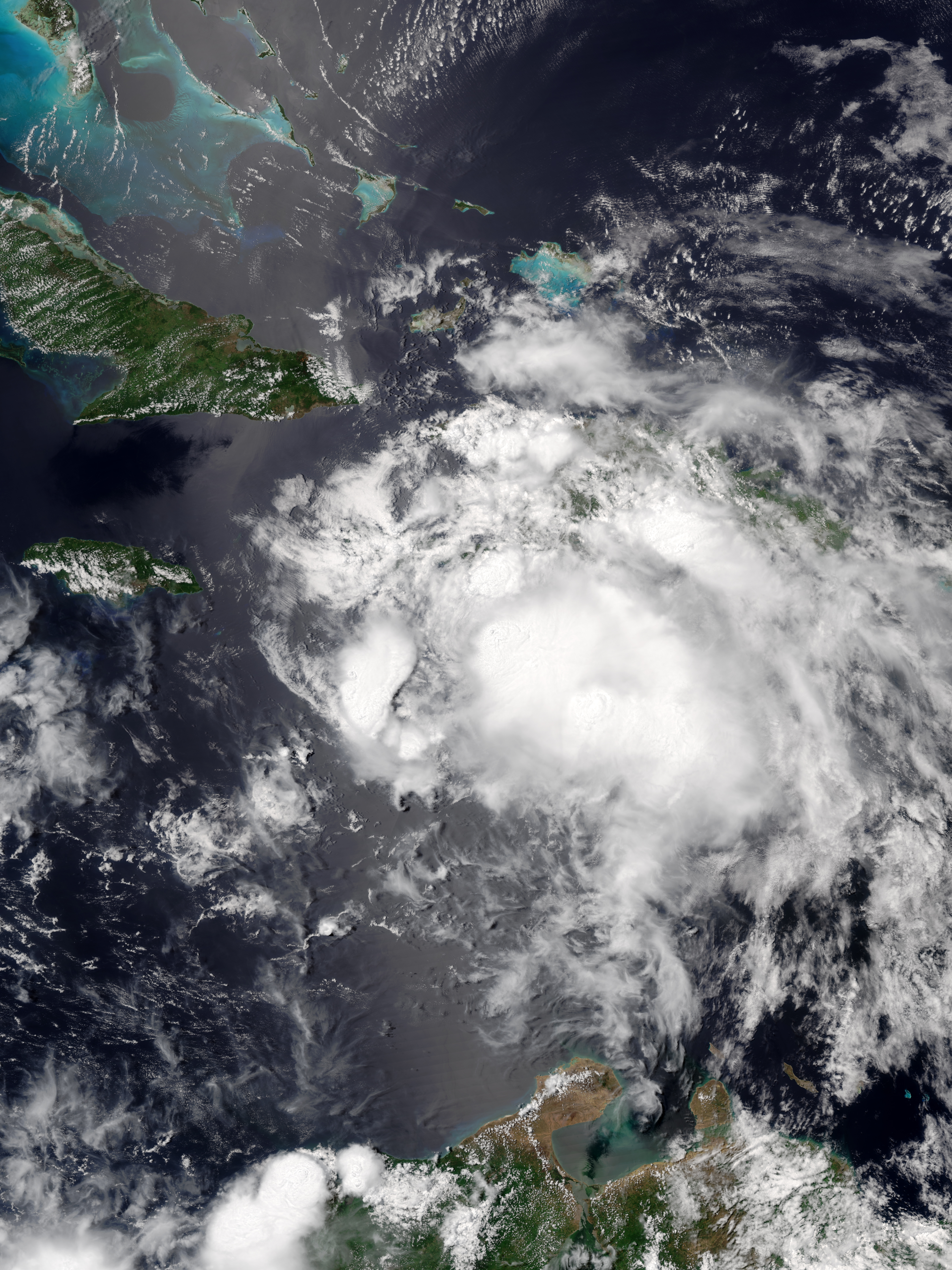
Tormenta tropical Elsa debilitada al sur de Haití el 3 de julio.

Se puso en vigor una alerta de tormenta tropical para las costas sur y oeste de Haití desde la frontera entre República Dominicana y Haití hasta Môle-Saint-Nicolas a las 21:00 UTC del 1 de julio. Unas horas más tarde, una alerta de tormenta tropical Se ordenó para República Dominicana desde la frontera con Haití hacia el este hasta Punta Palenque, así como toda la isla de Jamaica. A las 9:00 UTC del día siguiente, la alerta en la República Dominicana se actualizó a una advertencia de tormenta tropical desde Cabo Engaño a la frontera con Haití. La Advertencia de Tormenta Tropical se extendió aún más por todo Haití, y se publicó una Alerta de Huracán desde la frontera internacional hasta la capital nacional de Puerto Príncipe. Seis horas después, la alerta de huracán en Haití se actualizó a una alerta de huracán, con una alerta de huracán emitida para Jamaica y la República Dominicana desde la frontera internacional hasta Punta Palenque. También en República Dominicana, se implementó una Vigilancia de Tormenta Tropical desde Cabo Engaño hasta Bahía de Manzanillo en la costa norte del país. Alrededor de las 18:00 UTC, se emitió una alerta de tormenta tropical para las Islas Caimán. Luego, a las 21:00 UTC del mismo día, se emitió una Advertencia de Huracán para Jamaica y una Alerta de Huracán para las provincias cubanas de Camagüey, Granma, Guantánamo, Holguín, Las Tunas y Santiago de Cuba. El Aviso de Huracán en Jamaica se degradó a una advertencia de tormenta tropical, y la alerta de tormenta tropical en Cuba pasó a ser una advertencia, que se extendió a las provincias de Ciego de Ávila, Sancti Spíritus, Villa Clara, Cienfuegos y Matanzas, a las 15:00 UTC del 3 de julio. Aproximadamente seis horas después, la Vigilancia de Tormenta Tropical restante en Cuba se actualizó una vez más a una advertencia con las provincias de Mayabeque y La Habana bajo una Vigilancia de Tormenta Tropical. A principios del 4 de julio, la advertencia de huracán en Haití fue degradada a una advertencia de tormenta tropical y la advertencia de tormenta tropical anterior en el lugar al norte de Puerto Príncipe fue cancelada.
Las autoridades de Haití utilizaron las redes sociales para alertar a las personas sobre Elsa antes de que se acercara la tormenta. Instaron a las comunidades costeras y montañosas a evacuar. La Agencia de Protección Civil dijo que "todo el país estaba amenazado". El presidente del país acababa de ser asesinado en medio de un aumento de la violencia de las pandillas en el país, y cuando la violencia obligó a miles de personas a abandonar sus hogares, la escasez de alimentos y agua agravó estos problemas. El director Jerry Chandler dijo a Associated Press que los funcionarios aún están averiguando cómo enviar suministros a la región sur de Haití.

### Estados Unidos
A las 21:00 UTC del 3 de julio, se emitió una alerta de tormenta tropical para los Cayos de Florida desde Dry Tortugas hasta Craig Key. Esto se actualizó a una advertencia de tormenta tropical a las 15:00 UTC el 4 de julio cuando Elsa se acercó al área. También se implementaron dos Vigilancias de Tormenta Tropical más. Se emitió uno para los Cayos de Florida desde Craig Key hasta Cayo Largo. La otra vigilancia fue de Flamingo a Bonita Beach. El 2 de julio, el gobernador de Florida, Ron DeSantis, declaró el estado de emergencia en 15 condados del estado. Los funcionarios planearon proteger el equipo en el lugar que se utiliza para buscar sobrevivientes del colapso del edificio de condominios de Surfside. El gobernador Ron DeSantis expresó su preocupación de que los fuertes vientos de Elsa pudieran causar un mayor colapso de la estructura. Como resultado, los equipos de rescate suspendieron la búsqueda de las 121 personas restantes desaparecidas y, en la noche del 4 de julio, demolieron la parte del condominio que había sobrevivido al derrumbe. El mismo día, el presidente Joe Biden aprobó la declaración de emergencia y la asistencia federal de la Agencia Federal para el Manejo de Emergencias (FEMA) mientras Elsa se acercaba a la costa sur de Florida. Se estaban realizando evacuaciones obligatorias en los condados de Monroe e Indian River a medida que se acercaba la tormenta, y los condados de Franklin, Dixie, Hernando y Hillsborough tenían evacuaciones voluntarias. Se proyectó que el estado tendría suficientes recursos para cubrir los impactos pronosticados.
Se entregaron varios sacos de arena en varios lugares para que los lugareños los usaran como protección. Un par de refugios para tormentas también se abrieron en la mañana del 6 de julio, en al menos cuatro condados alrededor del área de la Bahía de Tampa. Sin embargo, no se ordenaron evacuaciones. También se cancelaron y cerraron varios eventos, oficinas gubernamentales y escuelas antes de que se acercara la tormenta. El Aeropuerto Internacional de Tampa suspendió temporalmente las operaciones el mismo día debido a la tormenta, reabriendo a la mañana siguiente. El gobernador de Georgia, Brian Kemp, declaró el estado de emergencia para 92 condados. Esto permitió ayudas estatales. Más de 50 millones estaban bajo vigilancia de inundaciones repentinas desde Las Carolinas hasta Maine, incluidas las ciudades de Baltimore, Filadelfia, Nueva York y Boston. También se extendieron a Canadá. El NHC advirtió sobre "inundaciones urbanas considerables" para el noreste.
Se pronosticaron hasta 1 a 3 pulgadas (2.5 a 7.6 cm) de lluvia para Nueva Inglaterra, comenzando alrededor de la 1 PM EDT y continuando hasta la puesta del sol. También se esperaba que se formaran tormentas eléctricas dispersas, exacerbando los posibles aguaceros.

## Impacto

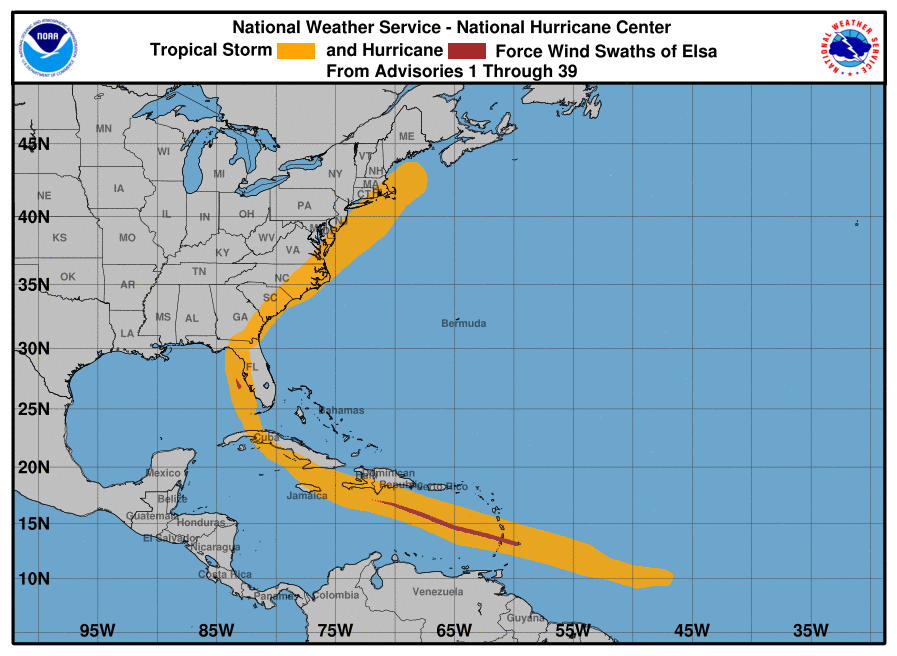
Mapa que muestra los vientos de Elsa con fuerza de tormenta tropical en naranja y los de huracán en rojo.

### Antillas Menores

#### Barbados
En Barbados se registraron vientos sostenidos de 119 km/h (74 mph). El ministro de Barbados, informó daños en la parte sur de la isla, con cortes de energía, árboles caídos, inundaciones repentinas y techos arrancados de las casas. Los socorristas no pudieron llegar a las personas, pero no se reportaron heridos ni muertes. Elsa fue el primer huracán en impactar a Barbados en 66 años, el anterior fue el Huracán Janet en 1955. Más de 1.100 viviendas resultaron dañadas, incluidas 62 que quedaron completamente destruidas en la isla. La totalidad de la isla perdió electricidad cuando Elsa pasó hacia el sur, con 24 postes de electricidad derribados y 74 informes de árboles arrancados. Elsa produjo precipitaciones totales de hasta 8 pulgadas (203,2 mm) en partes de la isla. El Hospital Queen Elizabeth sufrió daños tras el huracán, con secciones del techo levantadas y ventanas reventadas. 20 de los 98 emplazamientos de telecomunicaciones en Barbados sufrieron daños y estaban fuera de línea. Todos los vuelos desde el Aeropuerto Internacional Grantley Adams fueron suspendidos el 3 de julio debido a que el aeropuerto se recuperó de daños estructurales menores y cortes de energía. Elsa provocó al menos 500 incendios relacionados con postes de electricidad, incluido uno en el Aeropuerto Internacional Grantley Adams.

#### Santa Lucía
En Santa Lucía, un hombre en la ciudad de Soufrière fue asesinado durante Elsa. En el mismo pueblo, un techo se derrumbó sobre una pareja de ancianos, ambos requirieron rescate. Se produjeron cortes de energía en la isla debido a árboles, ramas y otros escombros que cayeron sobre los postes y las líneas eléctricas.. Aproximadamente el 90% de todos los clientes de la isla se quedaron sin electricidad en algún momento durante el huracán. Los servicios de emergencia locales recibieron informes de árboles, ramas y cables eléctricos caídos, así como daños en el techo. La mayor parte de los daños en Santa Lucía se produjeron en el sector agrícola, especialmente en el cultivo de banano, con un daño total de $34 millones USD.

#### San Vicente y las Granadinas
En San Vicente y las Granadinas, al menos 43 viviendas resultaron gravemente dañadas, junto con tres comisarías de policía. Muchas partes de la isla todavía se estaban recuperando de la erupción explosiva de La Soufrière a principios de abril, mientras que gran parte de la isla perdió la electricidad y el acceso a agua potable después del huracán. El país insular reportó grandes pérdidas en ganadería y agricultura, con pérdidas más notables en cultivos de plátano, muchos de los cuales ya fueron destruidos por la erupción volcánica en la isla.

#### Otras Islas
En la isla de Granada, la Real Fuerza de Policía informó inundaciones en las parroquias de Saint Andrew y Saint George debido a Elsa. En la ciudad capital de Granada, Saint George's , las graves inundaciones dejaron una carretera sumergida. Un hombre de 67 años sufrió heridas en la cabeza cuando una pequeña turbina eólica cayó sobre su automóvil en Martinica. Se recibieron informes de árboles caídos y postes de servicios públicos en toda la isla, y más de 40.000 hogares se quedaron sin electricidad. Aunque Trinidad y Tobago no se vio directamente afectado por Elsa, el clima severo del huracán aún afectó a la nación, que fue colocada bajo una advertencia de clima adverso de nivel amarillo por parte del Servicio Meteorológico de Trinidad y Tobago (TTMS). Como resultado de las fuertes lluvias, también se ordenó una alerta de inundación localizada para las islas. El Ministerio de Desarrollo Rural y Gobierno Local publicó informes de árboles caídos e inundaciones en Puerto España, Diego Martín, San Juan-Laventille, Sangre Grande, Couva-Tabaquite-Talparo, Río Claro-Mayaro y Siparia. La Autoridad de Agua y Alcantarillado informó que las lluvias torrenciales causaron ríos turbios y obstrucciones en varias plantas de tratamiento de agua en el norte de Trinidad . Como resultado, el suministro de agua se vio afectado en Arima, El Dorado, Matura, Maracas, Tacarigua, Toco, San José y Valencia . Numerosos vuelos de Caribbean Airlines con destino a Barbados, Granada, San Vicente y las Granadinas y Guyana tuvieron que cancelarse debido a las inclemencias del tiempo. Durante estas tormentas producidas por Elsa, se registraron más de 1.000 rayos en una hora. En San Juan-Laventille, el muro de contención se derrumbó y se reportaron deslizamientos de tierra. Otro deslizamiento de tierra ocurrió en Siparia.

### República Dominicana
En la República Dominicana, los fuertes vientos causados por Elsa derribaron muros en casas en el suroeste de la provincia de Provincia de Bahoruco, resultando en dos muertes separadas de un niño de 15 años y una mujer de 75 años el 3 de julio. Las inundaciones en la Provincia de San Cristóbal obligaron a evacuar a 100 habitantes. En Santo Domingo, olas de 3,66 a 4,27 m (12 a 14 pies) de altura arrastraron los escombros a la costa.m. 16.001 personas se quedaron sin electricidad en la República Dominicana, mientras que 51 viviendas resultaron dañadas por la tormenta. En la provincia de San José de Ocoa, debido a la crecida del Río Nizao, 3 viviendas resultaron dañadas por las inundaciones, mientras que las comunidades de La Estrechura, Monte Negro y Quitasueño quedaron aisladas.

### Haití
En Haití, los daños fueron relativamente limitados mientras Elsa pasaba cerca de la Península de Tiburón, aunque se informó de daños en los cultivos de banano y maíz y en los techos de algunas estructuras; No se informaron otras formas de daños significativos a la infraestructura.

### Jamaica
Las inundaciones repentinas causadas por Elsa hacen que las carreteras sean intransitables a través de Saint Catherine y Portmore. También se inundaron varias comunidades en Kingston, Saint Andrew, Saint Thomas, Saint Catherine y Clarendon. Un barranco en Clarendon se desbordó, lo que provocó que los residentes cercanos quedaran atrapados en sus casas. Varios vuelos en el Aeropuerto Internacional Sangster se suspendieron entre el 4 y el 5 de julio debido a condiciones climáticas adversas. Se abrieron trece refugios en todo el país, con aproximadamente 30 personas refugiadas. Los daños preliminares ascendieron a J$803 millones ($5.36 millones USD).

### Islas Caimán
Aunque los impactos generales en las Islas Caimán fueron menores, Elsa trajo fuertes lluvias y vientos racheados, junto con mares agitados. Esto provocó algunas inundaciones y algunos cortes de energía en todas las islas. Aunque algunos de los impactos se sintieron en Gran Caimán, la mayoría de los impactos se sintieron en las Islas Hermanas de Pequeño Caimán y Caimán Brac.

### Cuba

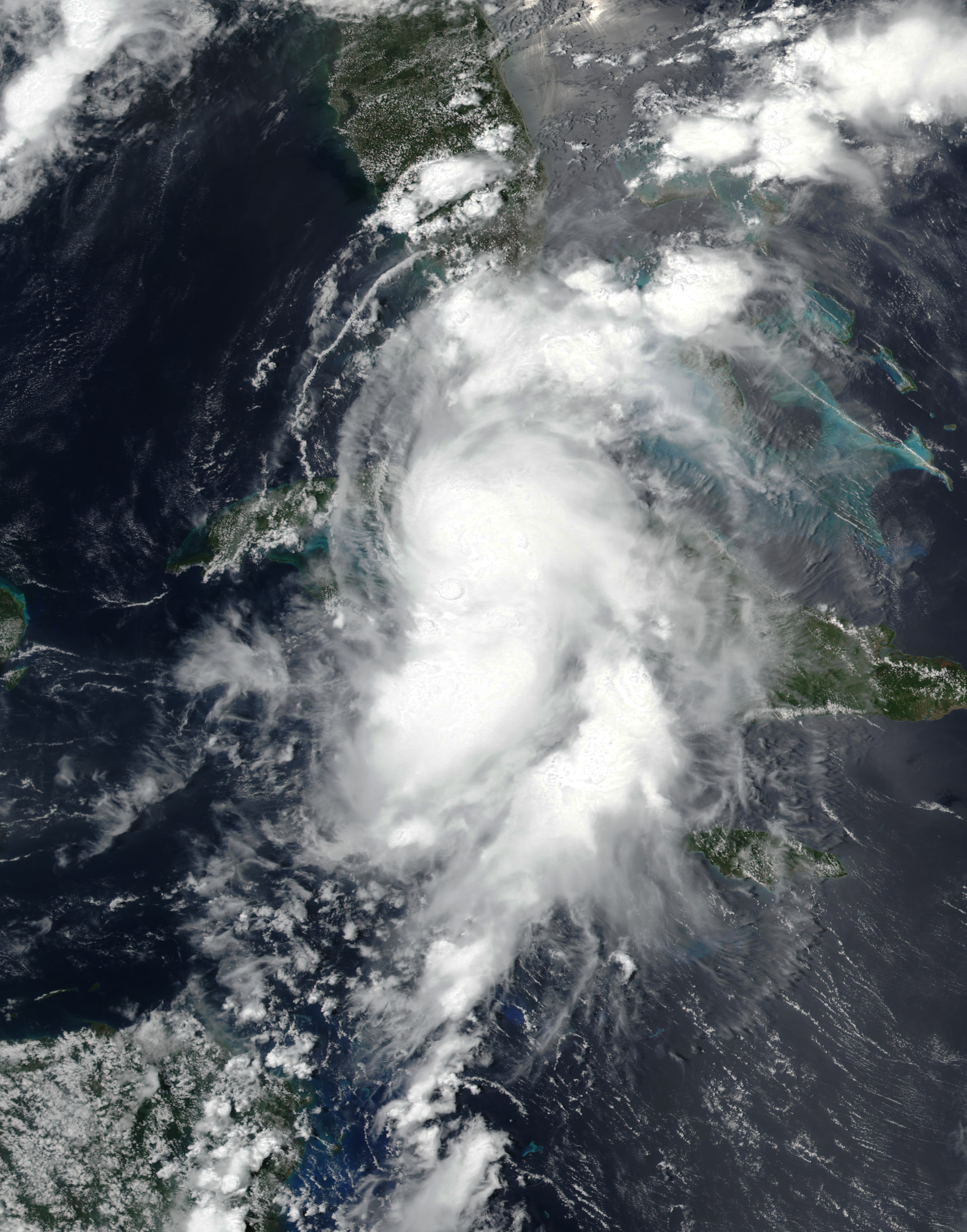
La Tormenta tropical Elsa poco después de tocar tierra en Cuba el 5 de julio.

En la provincia de Granma, la ciudad de Bayamo experimentó fuertes lluvias de las bandas exteriores de Elsa. El Consejo Municipal de Defensa de Pilón denunció daños a la agricultura y varias viviendas por deslizamientos de tierra provocados por inundaciones en la sierra de la provincia. También se informó que una presa en Pilón se desbordó debido a que la región acumuló 121,6 mm (4,78 pulgadas) de lluvia, según el Instituto Nacional de Recursos Hidráulicos en Granma. Las ráfagas de viento en Cabo Cruz superaron las 62 mph (100 km/h). Una marejada ciclónica de 1,5 m (4,9 pies) azotó otras partes del sur de Cuba. 11.823 familias se quedaron sin electricidad en el este de Cuba debido a la tormenta. 180.000 personas fueron evacuadas a través del centro-oeste de Cuba antes del 5 de julio cuando Elsa se acercaba a la sección occidental del país. Al día siguiente, Elsa había tocado tierra en la Ciénaga de Zapata en la Provincia de Matanzas. En Cienfuegos, los residentes reportaron lluvias muy fuertes junto con inundaciones repentinas que ya ocurrieron horas después de tocar tierra. Las localidades de Jibacoa, Santa Clara y Arroyo Pretiles quedaron aisladas por la inundación del río Jibacoa provocada por Elsa cuando cayeron más de 122 mm (4,8 pulgadas) de lluvia en 3 horas. Cayeron 256 mm en el municipio de Arroyo Naranjo de La Habana.

### Estados Unidos
Los impactos generalizados de Elsa se sintieron en todo el este de los Estados Unidos. El sistema generó 18 tornados que azotaron lugares desde Florida a Nueva York entre el 6 y 9 de julio. Elsa causó $1.2 mil millones en daños en Estados Unidos.

#### Florida

El Huracán Elsa paralelo a la costa oeste de Florida el 6 de julio.

Las bandas de lluvia de Elsa comenzaron a afectar a Florida alrededor de las 18:00 UTC del 5 de julio mientras se trasladaban desde Cuba. Cuando Elsa pasó al oeste de la Bahía de Tampa, los impactos fueron mínimos, aparte de los árboles caídos y algunas carreteras inundadas. Hubo informes de árboles caídos en el condado de Taylor poco después de que Elsa tocara tierra. Las lluvias de Elsa empaparon los escombros del derrumbe del condominio de Surfside, y los rayos obligaron a los trabajadores a dejar de buscar cuerpos y sobrevivientes durante dos horas temprano el 6 de julio. El 7 de julio, cuando la tormenta pasó sobre el estado y entró en Georgia, una persona murió en Jacksonville cuando un árbol cayó y golpeó dos automóviles. Un tornado EF1 de alta gama también azotó el lado este de Jacksonville, comenzando en el vecindario de San José de la ciudad y viajó hasta el área de la autopista Phillips. Causó daños importantes a un edificio industrial, así como a algunas viviendas y árboles con daños menores a moderados. En el punto álgido de la tormenta, más de 14.000 clientes de la JEA se reportaron sin electricidad. Las tripulaciones intervinieron rápidamente y la cantidad disminuyó poco después. Se informó una marejada ciclónica de 2 a 3 pies (0,61 a 0,91 m) en la Bahía de Tampa poco antes de las 8:00 a. m. EDT, en la mañana del 7 de julio. Se informó una marejada de 1,6 pies (0,49 m) en Port Manatee y Clearwater Beach. mientras que Cedar Key vio poco más de un pie de oleaje.
En los Cayos de Florida, Elsa dejó caer más de 4.5 pulgadas (11 cm) de lluvia en el aeropuerto de Cayo Hueso y otras 3.5 pulgadas (8.9 cm) en Little Torch Key. La mayor cantidad de lluvia de Elsa en el estado se registró en Port Charlotte, con una caída de 10,88 pulgadas (27,6 cm). Cayo Hueso experimentó una ráfaga de viento de 70 mph (115 km/h), y  
Sand Key informó una ráfaga de 64 mph (105 km/h). Las carreteras se inundaron el día que Elsa tocó tierra en la ciudad de Steinhatchee. Elsa impactó a los animales en la Isla Anna Maria, donde se desplazaron los huevos y los polluelos de las aves playeras, junto con los nidos de las tortugas marinas.

#### Resto del sur de Estados Unidos
Después de pasar por el norte de Florida, la tormenta debilitada se trasladó a Georgia. El 7 de julio, en el condado de Camden, la tormenta produjo un tornado EF2 que golpeó a St. Marys, arrancando una pared exterior de una casa antes de pasar a través de un parque de casas rodantes en la Base Naval Submarine Kings Bay. Volcó varios vehículos recreativos, incluidos dos que se voltearon boca abajo, mientras arrojaba otro a un lago cercano junto con una camioneta. Hubo 17 personas que resultaron heridas, incluida una mujer embarazada. Los caminos de tierra fueron arrasados por las inundaciones en el condado de Lowndes. Se derribaron varios árboles en Myrtle Beach. El total de precipitaciones más intensas en el estado fue de 210 mm (8.2 pulgadas) en la Isla Skidaway. En Raleigh, Carolina del Norte, cayeron hasta 5 pulgadas (130 mm). Los tornados también tocaron tierra.

#### Noreste
Elsa produjo ráfagas de viento con fuerza de huracán sobre las aguas abiertas a lo largo de la costa de Nueva Jersey. Se produjeron lluvias intensas y continuas en los estados del noreste, incluida la ciudad de Nueva York y el área circundante. El centro de Connecticut al sureste de Maine había experimentado lluvias torrenciales. Las precipitaciones aumentaron aún más cerca de la Interestatal 95 , debido a que Elsa interactuó con un límite frontal estancado . Hasta 5,8 cm (2,27 pulgadas) de lluvia cayeron en la ciudad de Nueva York durante la ronda inicial de tormentas eléctricas, durante la tarde del 8 de julio. El servicio de Metro-North Railroad se suspendió localmente debido a un deslizamiento de tierra inducido por la lluvia en las vías en West Haven, Connecticut. Algunos pasos inferiores y carreteras se inundaron; los automovilistas tuvieron que ser rescatados de más de una docena de automóviles parados en las aguas de la inundación en la autopista Major Deegan Expressway en el Bronx cerca de la calle 179. El agua se vertió en varias estaciones de metro de la ciudad de Nueva York, con inundaciones en la estación de la calle 157 de Manhattan y una suspensión del tren A desde la calle 181 hasta la calle Inwood-207. En la mañana del 9 de julio, Elsa dejó caer otras 1,5 pulgadas (3,8 cm) de lluvia, lo que agravó el problema de las inundaciones. En Maryland, la Península de Delmarva, Virginia Beach, Richmond y Raleigh, cayeron hasta 5 pulgadas (13 cm) de lluvia.
Las ráfagas de viento superaron las 70 mph (115 km/h) en la costa de Nueva Jersey. Se registró una marejada ciclónica de 0,64 m (2,1 pies) en Atlantic City. Los impactos fueron mínimos. Con reminiscencias del Huracán Isaías de principios de agosto de 2020, más de cinco advertencias de tornados estaban vigentes al mismo tiempo. Cuando la tormenta llegó por la costa este , el NWS emitió al menos 72 advertencias. Se informó de árboles caídos y daños en las líneas eléctricas. El Servicio Meteorológico Nacional confirmó dos tornados en Nueva Jersey el 9 de julio; un tornado EF1 con vientos de 100 mph (160 km/h) aterrizó en Woodbine alrededor de las 2:40 a. m. EST, y un tornado EF0 con vientos de 80 mph (130 km/h) aterrizó en Little Egg Harbor Township alrededor de las 3:33 a. m. EST. Ambos tornados causaron principalmente daños a residencias, muebles de exterior y árboles. En Long Island, un sitio WeatherFlow cerca de Jones Beach recogió una ráfaga de viento de 47 mph (76 km/h). Calverton vio una ráfaga de viento de 64 mph (103 km/h). Un árbol cayó sobre las vías del metro en Brooklyn, deteniendo la actividad del tren, aunque las cuadrillas pudieron sacarlo de manera segura en la mañana del 9 de julio. Sea Isle City registró una ráfaga de 79 mph (127 km/h).
En Rhode Island, el Departamento de Gestión Ambiental advirtió a los residentes sobre las corrientes de resaca incluso después de que Elsa se volvió extratropical, debido a las mareas más altas. Se colocó un alto riesgo de corriente de resaca en vigor el 10 de julio hasta las 8:00 pm EDT de ese día para todas las playas orientadas al sur. El triatlón de la ciudad de Nueva York, que se suponía que regresaría por primera vez desde 2018, tuvo que reducirse a un duatlón debido a los impactos de Elsa como tormenta tropical. La parte de natación de la carrera se eliminó debido a los altos niveles de bacterias que se encuentran en el Río Hudson. Un área de recreación para el lanzamiento de botes en Barkhamsted tuvo que ser cerrado debido a la inundación de Elsa. El lago tuvo que estar cerrado hasta el 11 de julio debido a los altos niveles de agua y la preocupación por la seguridad de los visitantes.

### Canadá
Las ráfagas alcanzaron los 100 km/h (60 mph) en Cape Breton, Nueva Escocia, y los informes indican que el área de Halifax tuvo ráfagas de viento de 83 km/h (52 mph). En la Isla del Príncipe Eduardo, se han reportado vientos fuertes con rachas de hasta 70 km/h (45 mph).
En Nuevo Brunswick, un frente frío trajo fuertes lluvias y tormentas eléctricas aisladas a partes de la provincia mucho antes de la lluvia asociada con la tormenta postropical Elsa. El efecto combinado de estos dos sistemas dejó de 50 a 100 mm de lluvia en toda la provincia, incluidos 92 mm (3,6 pulgadas) en Miramichi, 87 mm (3,4 pulgadas) en Saint John y 64 mm (2,5 pulgadas) en Fredericton, según el Servicio Meteorológico de Canadá, mientras que la Isla del Príncipe Eduardo recibió entre 25 y 50 mm de lluvia. Luego, Elsa afectó las provincias de Nueva Escocia y Nuevo Brunswick en el Atlántico canadiense, dejando a más de 50.000 usuarios sin electricidad, así como fuertes lluvias y vientos. En Nuevo Brunswick, la lluvia llegó primero con un frente frío y luego con la tormenta extratropical en sí, dando un total de hasta 92 mm (3,6 pulgadas) en Miramichi. Se informaron ráfagas de viento de 85 km/h (50 mph) en Halifax, Nueva Escocia, a medida que pasaba el sistema.
La misma tormenta frontal, seguida por los restos de Elsa, afectó la península occidental de Terranova, así como el sureste de Labrador, cayendo de 25 a 75 mm de lluvia en 36 a 48 horas. Las ráfagas fueron de hasta 104 km/h (65 mph) en Wreckhouse en el suroeste, y de 50 a 90 km / h (30 a 55 mph) en otras partes de Terranova. 
Los cortes de energía afectaron al menos a 50.000 hogares en las provincias marítimas, la mayoría de ellos en el suroeste de Nuevo Brunswick.